# مادالنا کریپا
مادالنا کریپا (ایتالیایی: Maddalena Crippa؛ زادهٔ ۴ سپتامبر ۱۹۵۷) بازیگر اهل ایتالیا است.
از فیلم‌ها یا برنامه‌های تلویزیونی که وی در آن نقش داشته‌است، می‌توان به نه ممنون، قهوه مرا عصبی می‌کند، ویولا و سه برادر اشاره کرد.